# Apeadeiro de Montenegro
O Apeadeiro de Montenegro é uma gare encerrada da Linha do Sul, que servia a Herdade de Montenegro, no concelho de Ourique, em Portugal.

## Descrição

### Localização e acessos
O local desta interface tem acesso pelo CM1081, distando mais de vinte quilómetros de Aljustrel, a sede de concelho mais próxima (mormente via EN263).

### Caraterização física
No local desta interface, a Linha do Sul é em via única. O edifício de passageiros situa-se do lado sudoeste da via (lado esquerdo do sentido ascendente, para Tunes).
Situa-se junto ao local desta interface, ao PK 157+900, a zona neutra de Montenegro que isola os troços da rede alimentados respetivamente pelas subestações de tração de Luzianes e de Ermidas-Sado.

## História
Esta interface situava-se no troço entre Garvão e Alvalade, que abriu à exploração em 23 de Agosto de 1914, como parte da então chamada Linha do Vale do Sado.
Em 1937, a população das freguesias de Vale de Santiago, Messejana, Panóias, Colos e Santa Luzia enviou uma representação ao director-geral da Companhia dos Caminhos de Ferro Portugueses, para pedir que este apeadeiro, então situado ao PK 157+200 da então chamada Linha do Vale do Sado, fosse elevado à categoria de estação; este pedido fundava-se no facto do movimento de mercadorias neste apeadeiro ter aumentado consideravelmente nos últimos anos, especialmente adubos, cortiça, palha e cereais, prevendo-se que no futuro poderia ser uma das interfaces mais importantes na linha.

Não obstante, Montenegro tinha a classificação de apeadeiro nos anos 1980, que manteve até ao seu encerramento, verificado antes de 2005. No âmbito da eletrificação da Linha do Sul, em 2004, uma das zonas neutras criadas, situada perto do local desta interface, foi nomeada em sua referência.